# Pîlî, Jovkva
Pîlî (în ucraineană Пили) este un sat în comuna Dobrosîn din raionul Jovkva, regiunea Liov, Ucraina.

## Demografie
Componența lingvistică a localității Pîlî
     Ucraineană (99,67%)
Conform recensământului din 2001, majoritatea populației localității Pîlî era vorbitoare de ucraineană (99,67%), existând în minoritate și vorbitori de alte limbi.